# Aleksander (Rajewski)
Aleksander, imię świeckie Aleksandr Siemionowicz Rajewski (ur. 1 lutego?/13 lutego 1868 w Iwanowce, zm. 3 grudnia 1937) – rosyjski biskup prawosławny.

## Życiorys
Był synem kapłana prawosławnego. W 1888 ukończył seminarium duchowne, następnie studiował w Kazańskiej Akademii Duchownej, jednak nie ukończył nauki, przerwał ją po III roku. 26 stycznia 1923 został wyświęcony na biskupa sewastopolskiego, wikariusza eparchii taurydzkiej. Jeszcze w tym samym roku przeszedł do Żywej Cerkwi i przez rok był w jej jurysdykcji biskupem taurydzkim. Następnie złożył akt pokutny i wrócił do Rosyjskiego Kościoła Prawosławnego jako biskup kerczeński, wikariusz eparchii taurydzkiej. W 1924 został aresztowany i zmuszony do wyjazdu do Moskwy. Od 1925 do 1926 przebywał w Odessie.
W 1928 został locum tenens eparchii symferopolskiej. Następnie w 1930 został biskupem kustanajskim. W grudniu tego samego roku został przeniesiony do eparchii smoleńskiej jako jej wikariusz, biskup suchiniczeski. Od września 1931 do października 1932 był biskupem złatoustowskim, wikariuszem eparchii swierdłowskiej. Następnie między październikiem 1932 a lutym 1933 zarządzał jako locum tenens eparchią dońską, jako biskup kamieński. W 1933 zarządzał jako locum tenens eparchią bakijską, po czym między 1933 a 1934 był biskupem jełabuskim. W 1934 został wyznaczony na ordynariusza eparchii kustanajskiej. Rok później został biskupem aktiubińskim i kustanajskim, urząd sprawował do 1936. Od września do października 1936 był biskupem pietropawłowskim, wikariuszem eparchii omskiej. Następnie przez rok był biskupem mohylewskim i mścisławskim.
Uwięziony we wrześniu 1937, 31 października 1937 został skazany na śmierć pod zarzutem udziału w kontrrewolucyjnej organizacji powstańczej. Stracony w grudniu tego samego roku.